# Jacques Gabriel

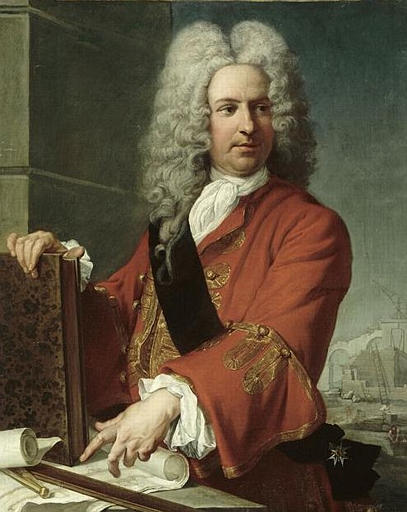
Jacques Gabriel

Jacques Gabriel, manchmal auch Jacques V. Gabriel, (* 1667 in Paris; † 23. April 1742 ebda.) war ein französischer Architekt der Barockzeit.

## Leben
Jacques Gabriel war der Sohn eines Baumeisters im Dienst der Bâtiments du Roi und einer Cousine des Architekten Jules Hardouin-Mansart. Bereits im Alter von 21 Jahren bekleidete er unter König Ludwig XIV. das Amt eines Controlleur général des Bâtiments du Roi. Im Jahr 1690 begleitete er den Baumeister Robert de Cotte auf einer etwa 18 Monate dauernden Italienreise. Nach seiner Rückkehr nahm der König seine Dienste wiederholt bei mehreren Bauaufgaben im Schloss von Versailles in Anspruch. Nach dem Rücktritt de Cottes als Premier Architecte du Roi im Jahr 1734 übernahm er dessen Amt und gab es acht Jahre später an seinen Sohn Ange-Jacques Gabriel weiter.

## Werke

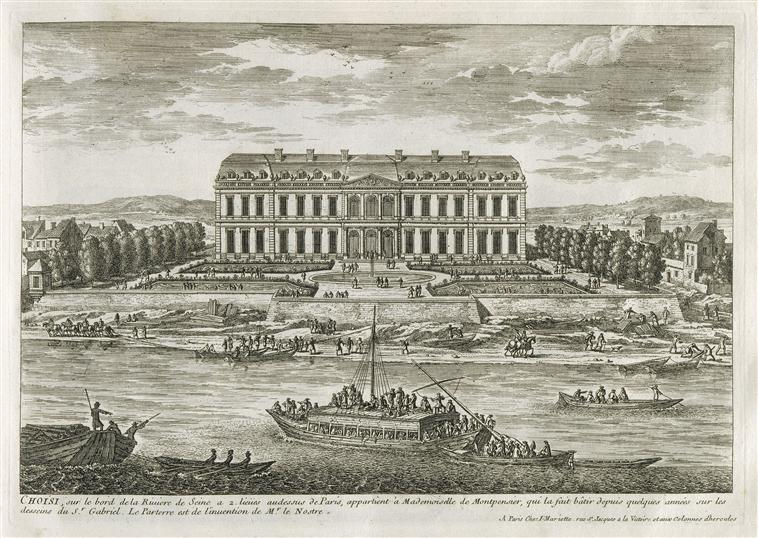
Schloss Choisy

Man sagt Jacques Gabriel nach, dass er ein hervorragender Bauleiter und -organisator war, doch ließ er die meisten Entwürfe und Zeichnungen von anderen anfertigen (z. B. von Pierre Lepautre und Jean Aubert). Er assistierte den Baumeistern des Palais Bourbon sowie des nahegelegenen Hôtel de Lassay und des Hôtel Biron.
Als sein Meisterwerk galt lange Zeit der Bau des Schlosses Choisy (1680–1686) für Anne Marie Louise d’Orléans, die Herzogin von Montpensier und Cousine Ludwigs XIV., doch kann er sich wegen seiner noch jungen Jahre nur um die Vollendung des von anderen Familienmitgliedern geplanten und begonnenen Bauwerks gekümmert haben. Der Bau wurde im 19. Jahrhundert abgerissen.
In den frühen 1640er Jahren entwarfen er und seine Assistenten den Neubau der Kathedrale von La Rochelle, die nach seinem Tod unter der Leitung seines Sohnes weitergeführt, aber erst im Jahr 1857 vollendet wurde.